# Robert De Niro
Robert De Niro, ameriški filmski igralec, *17. avgust 1943, New York, New York, Združene države Amerike.
De Niro je bil rojen v New Yorku mami nemškega, francoskega in nizozemskega rodu ter očetu irsko - italijanskega rodu.
V karieri je odigral več kot 80 filmskih vlog, najbolj prepoznan pa je po vlogi v filmu Boter 2.
Med predsedniško kampanjo v ZDA je javno podpiral demokratsko stran.